# Handjesereprijs
Handjesereprijs (Veronica triphyllos) is een eenjarige plant uit de weegbreefamilie (Plantaginaceae). De soort staat op de Nederlandse Rode Lijst van planten als zeer zeldzaam en zeer sterk afgenomen. Handjesereprijs komt van nature voor in Eurazië en in Nederland langs de IJssel en in Limburg langs de Maas.
De plant wordt 5-20 cm hoog en heeft een onaangename geur. De stengel is met klierharen bezet en vormt aan de basis zijspruiten. De 1 cm grote bladeren zijn kort gesteeld, de bovenste ongesteeld en handspletig met drie tot zeven lobben, waaraan de plant de naam te danken heeft. De onderste bladeren zijn vaak minder diep ingesneden.
Handjesereprijs bloeit van maart tot mei met diep azuurblauwe, 5-8 mm grote bloemen. De bloeiwijze is een armbloemige, ijle tros.
De vrucht is een rondachtige, uitgerande, blauwachtige doosvrucht met schotelvormige, ongeveer 2 mm brede, donkerbruine tot zwarte zaden. De zaden zijn dicht bezet met klierharen en hebben een mierenbroodje. De vruchtsteel is ongeveer even lang als de diep driespletige vruchtkelk en omhooggebogen afstaand.
De plant komt voor in bouwland en kortblijvend riviergrasland op droge, matig voedselrijke, zandige gronden.

## Namen in andere talen
De namen in andere talen kunnen vaak eenvoudig worden opgezocht met de interwiki-links.
- Duits: Dreiteiliger Ehrenpreis, Finger-Ehrenpreis, Dreiblättriger Ehrenpreis
- Engels: Fingered speedwell
- Frans: Véronique à feuilles trilobées, Véronique trifoliée